# L’Homme qui marche I

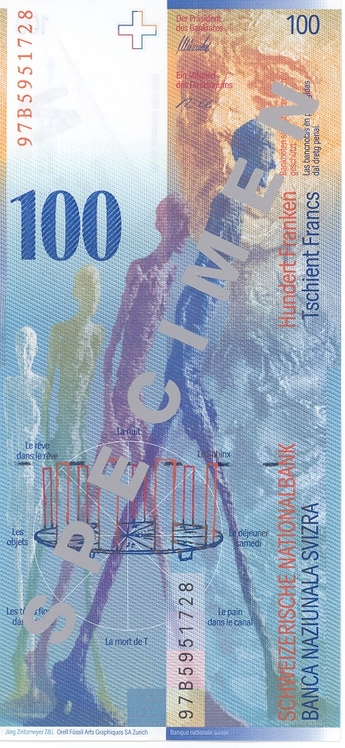
Szwajcarski banknot przedstawiający rzeźbę

L’Homme qui marche I (tłum. Idący człowiek I) – rzeźba z brązu autorstwa Alberta Giacomettiego, powstała w 1960 roku w 6 egzemplarzach.
Rzeźba przedstawia człowieka naturalnego wzrostu i mierzy 183 cm.
Jeden z sześciu istniejących odlewów został sprzedany 3 lutego 2010 podczas aukcji w domu aukcyjnym Sotheby’s w Londynie za 65 001 250 funtów i tym samym rzeźba zyskała tytuł najdrożej sprzedanego na aukcji dzieła sztuki w historii. Nabywczynią rzeźby była prawdopodobnie milionerka Lily Safra, wdowa po bankierze Edmondzie J. Safrze.

## Proweniencja
- Galerie Maeght, Paryż (nabyta od artysty)
- Sidney Janis Gallery, Nowy Jork (nabyta w grudniu 1961)
- Herr und Frau Isidore M. Cohen, Nowy Jork (grudzień 1962)
- Milton Ratner, Nowy Jork
- Sidney Janis Gallery, Nowy Jork (1980)
- Dresdner Bank AG, Frankfurt (1980)[2]
- Commerzbank AG, Frankfurt (2009)